# Goolma
Goolma är en ort i Australien. Den ligger i kommunen Mid-Western Regional och delstaten New South Wales, i den sydöstra delen av landet, omkring 240 kilometer nordväst om delstatshuvudstaden Sydney. Antalet invånare är 200.
Runt Goolma är det mycket glesbefolkat, med 3 invånare per kvadratkilometer.. Närmaste större samhälle är Piambong, omkring 16 kilometer sydost om Goolma.
Trakten runt Goolma består i huvudsak av gräsmarker. Genomsnittlig årsnederbörd är 755 millimeter. Den regnigaste månaden är februari, med i genomsnitt 139 mm nederbörd, och den torraste är oktober, med 16 mm nederbörd.